# Tipula (Lunatipula) capreola
Tipula (Lunatipula) capreola is een tweevleugelige uit de familie langpootmuggen (Tipulidae). De soort komt voor in het Palearctisch gebied.